# 原発性腫瘍
原発性腫瘍（げんぱつせいしゅよう）とは、がん化が始まった解剖学的部位で成長し、がん性腫瘤を生じる腫瘍のことである。ほとんどのがんは、発生部位で拡大するが、その後、体の他の部位に転移して広がる。これらのさらなる腫瘍が二次性腫瘍である。
例えば乳がんや肺がんのように、がん(腫瘍)が他部位に転移した場合でも、その患者における原発部位の名前を冠して呼ばれ続ける。最初にがん（腫瘍）が発生した病変部位は、原発巣と呼ばれる。

## 原発性・転移姓
原発性は　他の部位（臓器）から肺に転移したものではないものを意味する。逆に、他の部位（臓器）から癌が始まって、肺に転移を起こしたものを「転移性」という。

## 原発不明がん
原発不明がんは、二次的な腫瘍が見つかっても、元の原発部位が特定できないがんである。
転移した先の臓器から見つかるがんであり、原因となる臓器（原発巣）が特定できない癌である。既に転移済みという進行状態であるため、予後が比較的悪いケースが多く、原発巣の発見しようとする検査も複雑かつ時間を要し、見つかるとも限らない。